# Norman Foster Ramsey
|  | Aquest article tracta sobre el físic estatunidenc. Si cerqueu l'arquitecte britànic, vegeu «Norman Robert Foster». |

Norman Foster Ramsey (Washington DC, EUA, 27 d'agost del 1915 - Wayland Massachusetts EUA, 4 de novembre de 2011) fou un físic i professor universitari estatunidenc guardonat amb el Premi Nobel de Física l'any 1989.

## Biografia
Va estudiar física a la Universitat de Colúmbia, on es va llicenciar el 1935 i doctorar el 1940. El 1942 fou professor associat a la Universitat de Colúmbia i l'any 1947 fou nomenat professor titular de la Universitat Harvard.

## Recerca científica
Va ser assessor de física al govern estatunidenc durant la Segona Guerra Mundial, va participar en els projectes d'energia atòmica al Laboratori de Los Alamos entre 1943 i 1945 i al Laboratori Nacional Brookhaven entre 1946 i 1947.
La recerca científica de Ramsey va permetre amidar les petites oscil·lacions dels camps magnètics, mesuraments que no només van aportar un avanç important en la física teòrica, sinó que també van subministrar les bases per a la construcció de moderns rellotges atòmics.
El 1989 fou guardonat amb el Premi Nobel de Física “per les seves investigacions sobre mètodes oscil·latoris que han estat usats en l'elaboració de rellotge atòmics”. El premi fou compartit amb Hans G. Dehmelt i Wolfgang Paul, tot i que aquests últims pel desenvolupament de l'ion trap.
A més d'ocupar importants tasques d'assessorament al govern estatunidenc al llarg de la seva carrera ha assessorat agències com l'OTAN i la Comissió d'Energia Atòmica dels Estats Units.